# Phytomyza homogyneae
Phytomyza homogyneae este o specie de muște din genul Phytomyza, familia Agromyzidae, descrisă de Friedrich Georg Hendel în anul 1927. Conform Catalogue of Life specia Phytomyza homogyneae nu are subspecii cunoscute.